# Mapiripana
Mapiripana är en tidigare corregimientos departamentale i Colombia.  Den låg i departementet Guainía, i den centrala delen av landet, 500 km öster om huvudstaden Bogotá. Antalet invånare var 2019 2 730. Mapiriapana uppgick 1 december 2019 i den nybildade kommunen Barrancominas.